# Jacob Bertrand

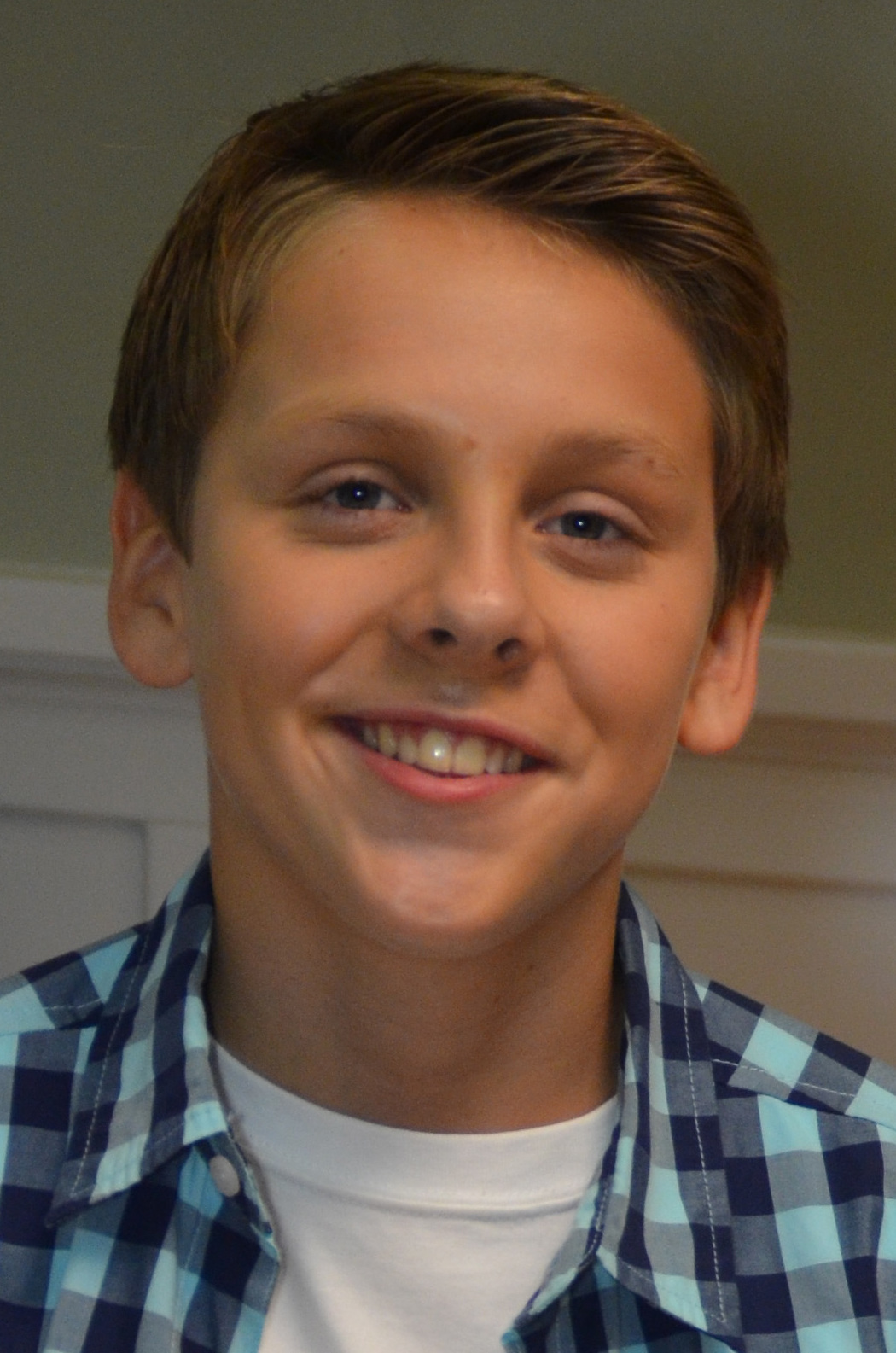
Bertrand im Jahr 2014

Jacob Bertrand (* 6. März 2000 in Los Angeles, Kalifornien) ist ein US-amerikanischer Schauspieler und Synchronsprecher, der unter anderem für seine Rollen in Produktionen im Auftrag von Nickelodeon und Disney bekannt wurde. Von 2018 bis 2025 spielte er eine Hauptrolle in der Fernsehserie Cobra Kai.

## Leben und Wirken
Bertrand spielte seine erste kleine Rolle im Horrorfilm House im Jahr 2008. Zuvor wirkte er 2007 als Synchronsprecher im Fernsehfilm Oprah Winfrey präsentiert: Für einen Tag noch mit. Von 2012 bis 2013 war er in einer Hauptrolle in der für Nickelodeon produzierten Jugend-Sitcom Marvin Marvin zu sehen. In der Kinderserie Bubble Guppies war er von 2011 bis 2016 im englischsprachigen Original die Stimme von Gil, dem in der deutschen Fassung Marcel Mann die Stimme lieh. In der von Walt Disney produzierten Serie Kirby Buckets spielte Bertrand von 2014 bis 2017 die Titelrolle. Ab 2018 trat er, anfangs in einer wiederkehrenden Rolle, ab der zweiten Staffel in einer Hauptrolle im später von Netflix übernommenen YouTube Original Cobra Kai in Erscheinung.

## Filmografie (Auswahl)
Als Schauspieler
- 2008: House
- 2009: Duress
- 2010: Parenthood (Fernsehserie, Folge 1x04)
- 2011: The Middle (Fernsehserie, Folge 2x14)
- 2011: Community (Fernsehserie, Folge 3x09)
- 2011: Homeschooled (Webserie, 4 Folgen)
- 2012: iCarly (Fernsehserie, Folge 6x06)
- 2012–2013: Marvin Marvin (Fernsehserie, 16 Folgen)
- 2013: Verflixt! – Murphys Gesetz (Jinxed, Fernsehfilm)
- 2014–2017: Kirby Buckets (Fernsehserie, 59 Folgen)
- 2016: Der Tausch (The Swap, Fernsehfilm)
- 2018: Ready Player One
- 2018–2025: Cobra Kai (Fernsehserie)

Als Synchronsprecher
- 2007: Oprah Winfrey präsentiert: Für einen Tag noch (Mitch Albom’s For One More Day)
- 2011–2016: Bubble Guppies (Fernsehserie, 48 Folgen)
- 2012: Zahnfee auf Bewährung 2 (Tooth Fairy 2)
- 2012: Die Hüter des Lichts (Rise of the Guardians)
- 2013: Tom und Jerry – Ein gigantisches Abenteuer (Tom and Jerry’s Giant Adventure)
- 2017: Die Garde der Löwen (The Lion Guard, Fernsehserie, Folge 2x08)
- seit 2022: Hier kommen die Batwheels (Batweels, Fernsehserie, Stimme)